# شارع الشهداء

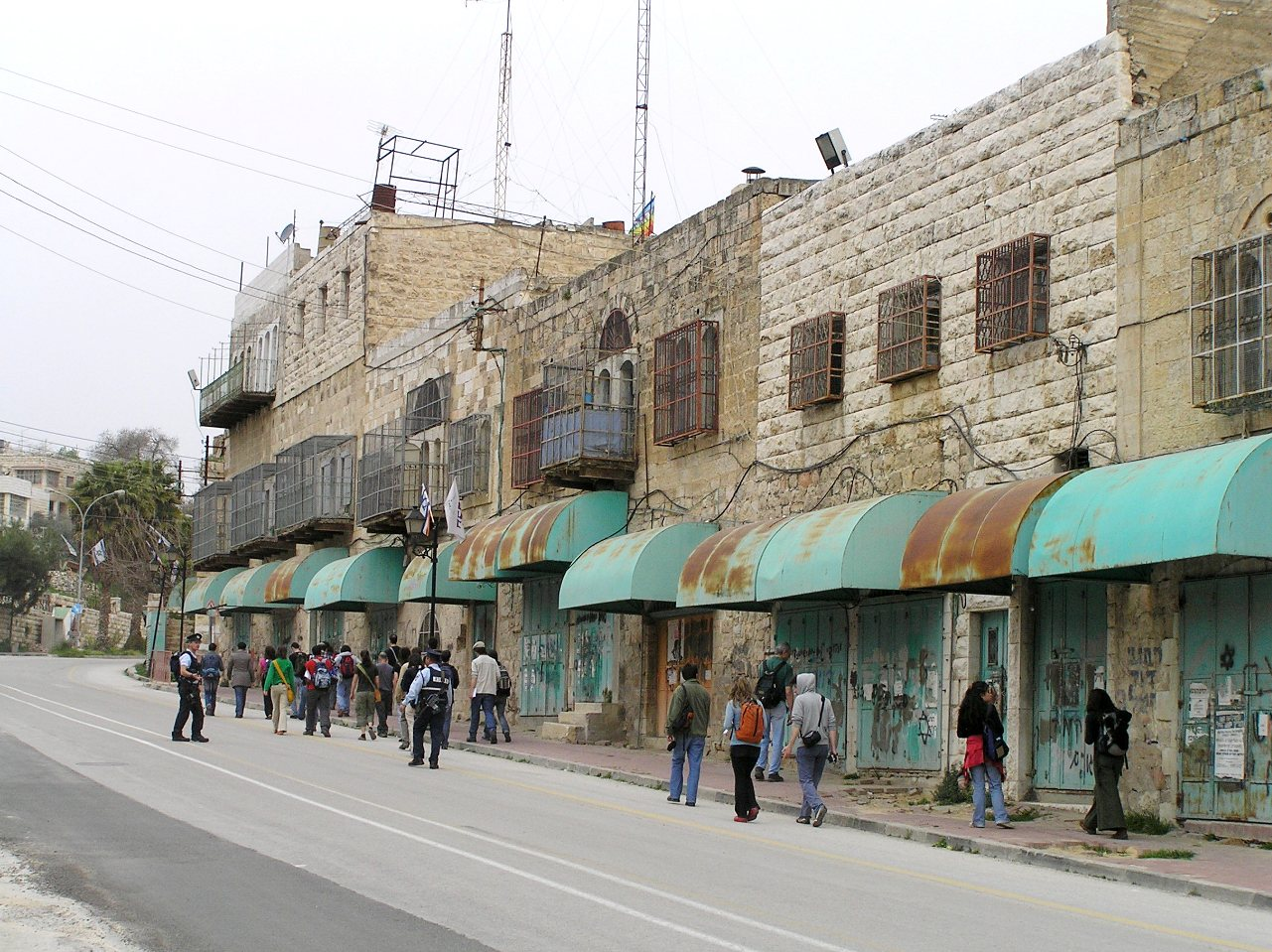
مقطع من شارع الشهداء عام 2007

يقع شارع الشهداء في مدينة الخليل، وهو الطريق الرئيسي المؤدي إلى الحرم الإبراهيمي وسوق الخضار المركزي ومحطة الحافلات المركزية ومقر شرطة المدينة، وبعد مجزرة الحرم الإبراهيمي في فبراير 1994 قام الاحتلال الإسرائيلي بإغلاقه أمام الفلسطينيين.
بعد إغلاق جميع المحلات التجارية الفلسطينية، ومكاتب البلدية وتحويل محطة الحافلات المركزية إلى قاعدة للجيش الإسرائيلي وأصبح شارع الشهداء مدينة أشباح. وأصبح سوق الخضار واسواق الجملة بالقرب من مستوطنة أفراهام أفينو هي منطقة مغلقة للفلسطينيين حتى الآن . ويتم تنظيم مظاهرة «افتحوا شارع الشهداء» الدولية السنوية منذ عام 2010.
بلغ طوله كيلو ونصف، ويوجد فيه 400 محل تجاري، منها 80 محلاً مغلق من قبل الاحتلال على طول الشارع ويمنع أصحاب المحلات من الوصول لمحلاتهم.